# Hongkong-Literatur
Die Hongkong-Literatur ist eine literarische Strömung, in welcher die Stadt Hongkong und insbesondere ihre wechselvolle Geschichte thematisiert wird.
Sie strebt danach, die Geschichte Hongkongs in der Literatur noch einmal präsent werden zu lassen. Es geht in erster Linie darum, die Geschichte zu verarbeiten, sie neu zu bewerten. Diese literarische Strömung zeichnet sich durch den Wunsch bzw. die Forderung nach einer Neuschreibung der Geschichte Hongkongs aus. Jene soll aus einem neuen, dem Orient entsprechenden Blickwinkel betrachtet werden.
Neben der Geschichtsverarbeitung ist ein weiterer wichtiger Aspekt die Identitätsstiftung. Die kulturelle Entfremdung der Chinesen durch die britische Fremdherrschaft und die wechselvolle Geschichte hatten zur Folge, dass die Hongkonger Gesellschaft keinen Wertekanon entwickeln konnte. Besonders die Schriftsteller der Hongkong-Literatur der 1990er Jahre haben versucht, die Geschichte der Stadt in all ihren Facetten abzubilden. Die Geschichtsschreibung, Stadtgeschichte und regionalen Besonderheiten waren zentrale Themen in jener Zeit.
Die taiwanische Schriftstellerin Shi Shuqing lässt sich in ihrer späteren Schaffensphase dieser literarischen Strömung zuordnen. Dabei kann insbesondere ihr Roman City of the Queen als repräsentatives Werk der Hongkong-Literatur betrachtet werden.